# ارمیاس آریا
ارمیاس آریا (نام علمی: Eremias aria) گونه‌ای از سوسمار است که در افغانستان یافت می‌شود.